# Фрейтас, Марлон
Марлон Родригес де Фрейтас (порт. Marlon Rodrigues de Freitas; род. 27 марта 1995 года, Маже, Бразилия) — бразильский футболист, полузащитник и капитан клуба «Ботафого».

## Клубная карьера

### Флуминенсе
Фрейтас родился в Маже, штате Рио-де-Жанейро. В 2013 году он присоединился к молодёжной команде клуба «Флуминенсе».17 марта 2015 года игрок был взят в аренду на сезон клубом из США «Форт-Лотердейл Страйкерс».
Дебют Марлона состоялся 4 апреля 2015 года. Он вышел в стартовом составе в домашнем матче против «Нью-Йорк Космос» (матч был проигран «Страйкерс» со счётом 0:1). Свой первый гол он забил в конце месяца, а его второй гол принёс команде победу в выездном матче против «Оттава Фьюри» (со счётом 3:1). Он вернулся из аренды во «Флуминенсе» в декабре 2015 года, по итогу забив восемь голов в 31 матче за «Страйкерс».
После возвращения Марлон в сезоне 2016 года оставался на скамейке запасных, а 4 января 2017 года был арендован в клуб из 2 лиги Словакии «Шаморин». В июле он вернулся во «Флуминенсе» и дебютировал в Серии А 9 июля, выйдя в стартовом составе в выездном матче против «Баии», завершившемся вничью 1:1.
Марлон забил свой первый гол за «Флуминенсе» 26 июля 2017 года. Это был победный гол в выездном матче Южноамериканского кубка против эквадорского «Универсидад Католика» (со счётом 2:1). Несмотря на увеличившееся игровое время в команде, в оставшейся части сезона 2017 года, он потерял место в основном составе в сезоне 2018 года, а затем, 30 мая 2018 года, был отдан в аренду в клуб «Крисиума» из Серии B.
2 января 2019 года «Ботафого Рибейран-Прету» объявил о подписании Марлона в аренду на весь сезон. Начав сразу выходить в стартовом составе, он пропустил лишь один матч Серии B 2019 года из-за дисквалификации.

### «Атлетико Гоияниенсе»
В преддверии сезона 2020 года Марлон подписал постоянный контракт с «Атлетико Гоияниенсе», поднявшимся в высший дивизион в прошедшем сезоне Серии B. 22 октября того же года, в течение сезона став бесспорным игроком стартового состава, он продлил свой контракт до конца 2022 года.

### «Ботафого»
Фрейтас подписал контракт с «Ботафого» в 2023 году. Полузащитник дебютировал за команду 19 января в матче против «Волта Редонда», в рамках Лиги Кариока (матч был выигран «Ботафого» со счётом 2:1). Свой первый гол он забил, в рамках Южноамериканского кубка, 29 июня в матче против «Магальянеса», организовав ничью 1:1. Марлон был объявлен капитаном команды в стартовой заявке перед финальным матчем Кубка Либертадорес 2024 против «Атлетико Минейро». В 2024 году вместе с командой Марлон выиграл чемпионат Бразилии и Кубок Либертадорес.

## Достижения

### «Флуминенсе»
- Победитель Примейра Лиги[англ.]: 2016

### «Атлетико Гоияниенсе»
- Чемпион штата Гояса по футболу: 2020, 2022[16]

### «Ботафого»
- Чемпион Бразилии: 2024
- Обладатель Кубка Либертадорес: 2024
- Обладатель Трофея Рио: 2023, 2024

### Индивидуальные
- Попадание в символическую сборную чемпионата Бразилии: 2024[17]
- Обладатель бразильского Серебряного мяча: 2024[18]
- Попадание в символическую сборную Кубка Либертадорес: 2024[19]
- Попадание в символическую сборную года южноамериканских игроков: 2024[20]

## Статистика
на 15 декабря 2024 года
| Выступление                | Выступление          | Выступление      | Лига | Лига | Лига штата | Лига штата | Кубки | Кубки | Континетальные | Континетальные | Прочие | Прочие | Итого | Итого |
| Клуб                       | Лига                 | Сезон            | Игры | Голы | Игры       | Голы       | Игры  | Голы  | Игры           | Голы           | Игры   | Голы   | Игры  | Голы  |
| -------------------------- | -------------------- | ---------------- | ---- | ---- | ---------- | ---------- | ----- | ----- | -------------- | -------------- | ------ | ------ | ----- | ----- |
| → Форт-Лотердейл Страйкерс | NASL                 | 2015             | 31   | 8    | —          | —          | 0     | 0     | —              | —              | —      | —      | 31    | 8     |
| → Форт-Лотердейл Страйкерс | Итого                | Итого            | 31   | 8    | —          | —          | 0     | 0     | —              | —              | —      | —      | 31    | 8     |
| → Шаморин                  | Вторая лига Словакии | 2016/2017        | 16   | 3    | —          | —          | —     | —     | —              | —              | —      | —      | 16    | 3     |
| → Шаморин                  | Итого                | Итого            | 16   | 3    | —          | —          | —     | —     | —              | —              | —      | —      | 16    | 3     |
| Флуминенсе                 | Серия A              | 2017             | 16   | 0    | —          | —          | —     | —     | 3              | 1              | 1      | 0      | 20    | 1     |
| Флуминенсе                 | Серия A              | 2018             | 0    | 0    | 3          | 1          | 3     | 0     | —              | —              | —      | —      | 6     | 1     |
| Флуминенсе                 | Итого                | Итого            | 16   | 0    | 3          | 1          | 3     | 0     | 3              | 1              | 1      | 0      | 26    | 2     |
| → Крисиума                 | Серия B              | 2018             | 24   | 1    | —          | —          | —     | —     | —              | —              | —      | —      | 24    | 1     |
| → Крисиума                 | Итого                | Итого            | 24   | 1    | —          | —          | —     | —     | —              | —              | —      | —      | 24    | 1     |
| → Ботафого (РП)            | Серия B              | 2018             | 37   | 3    | 11         | 0          | —     | —     | —              | —              | —      | —      | 48    | 3     |
| → Ботафого (РП)            | Итого                | Итого            | 37   | 3    | 11         | 0          | —     | —     | —              | —              | —      | —      | 48    | 3     |
| Атлетико Гоияниенсе        | Серия A              | 2020             | 31   | 0    | 13         | 1          | 6     | 1     | —              | —              | —      | —      | 50    | 2     |
| Атлетико Гоияниенсе        | Серия A              | 2021             | 26   | 3    | 7          | 0          | 4     | 0     | 6              | 0              | —      | —      | 43    | 3     |
| Атлетико Гоияниенсе        | Серия A              | 2022             | 36   | 4    | 15         | 4          | 8     | 1     | 11             | 1              | —      | —      | 70    | 10    |
| Атлетико Гоияниенсе        | Итого                | Итого            | 93   | 7    | 35         | 5          | 18    | 2     | 17             | 1              | —      | —      | 163   | 15    |
| Флуминенсе                 | Серия A              | 2023             | 36   | 2    | 12         | 0          | 1     | 0     | 9              | 1              | —      | —      | 58    | 3     |
| Флуминенсе                 | Серия A              | 2024             | 32   | 0    | 13         | 2          | 3     | 0     | 16             | 0              | —      | —      | 64    | 2     |
| Флуминенсе                 | Итого                | Итого            | 68   | 2    | 25         | 2          | 4     | 0     | 25             | 1              | —      | —      | 122   | 5     |
| Всего за карьеру           | Всего за карьеру     | Всего за карьеру | 223  | 22   | 58         | 6          | 24    | 2     | 45             | 3              | 1      | 0      | 351   | 33    |

1. ↑  Южноамериканский кубок
2. ↑  Примейра Лига[англ.]